# Sagama
Sagama (en sard, Sàgama) és un municipi italià, dins de la província d'Oristany. L'any 2007 tenia 204 habitants. Es troba a la regió de Planargia. Limita amb els municipis de Flussio, Scano di Montiferro, Sindia (NU), Suni i Tinnura.

## Administració
| Període | Identitat              | Partit        |
| ------- | ---------------------- | ------------- |
| 2005-   | Giovanniantonio Cuccui | Llista cívica |